# 望丰乡
望丰乡，是中华人民共和国贵州省黔东南苗族侗族自治州雷山县下辖的一个乡镇级行政单位。

## 行政区划
望丰乡下辖以下地区：
望丰村、乌迭村、羊卡村、乌局村、青山村、三角田村、公统村、丰塘村、排肖村、甘益村、乌这村、荣防村、掌窝村、乌的村、乌响村、五星村和乌江村。

## 中国传统村落
2013年8月，乌迭村、三角田村、公统村、丰塘村、乌的村、荣防村、乌响村、排肖村被评为第二批中国传统村落。